# Seliger
Seliger (rusky Селигер) je jezero na hranici Tverské a Novgorodské oblasti v Rusku. Nachází se na severozápadě Valdajské vysočiny. Jezero je ledovcového původu a velmi nepravidelného, členitého tvaru. Má rozlohu 212 km². Je ze severu na jih 60 km dlouhé. Průměrně je hluboké 5,8 m, nejvíce 24 m. Leží v nadmořské výšce 205 m. Název jezera je pravděpodobně z finštiny.

## Pobřeží
Jezero má lopatkovitý tvar. Skládá se z několika téměř izolovaných vodních ploch, zvaných pljosy (Ostaškovský, Nižněpožický, Sosnický, Seližarovský atd.), které jsou spojeny úzkými krátkými průtoky.

## Ostrovy
Na jezeře se nachází přibližně 160 ostrovů. Největší z nich je Chačin (32 km²), který takřka vyplňuje severní polovinu jezera; druhým největším je Gorodomlja (3,1 km²). Krom toho je v této oblasti velké množství poloostrovů.

## Vodní režim
Do jezera ústí 110 přítoků, z nichž hlavní jsou Čerjomucha, Krapivenga, Soroča, Momenga. Odtéká z něj Seližarovka (přítok Volhy)

## Klima
Klima v této oblasti je mírné a pevninské. Příjemně teplé dny s teplotami na 20 °C mohou přicházet od konce května do začátku září, naopak od prosince do konce února může teplota klesat pod –20 °C. Voda na jezeře zamrzá v listopadu až v prosinci a rozmrzá ve druhé polovině dubna až v květnu.

## Fauna a flóra
Na jezeře je rozvinutý rybolov (síhové severní i malí, cejni, candáti, štiky). Do 1. poloviny 20. století byl rybolov „decentralizovaný“ a rybářství se věnoval kdekdo z Ostaškova a okolních vesnic. Jednalo se o tradiční povolání a ryby v těžších dobách zastaly funkci lokální měny.

## Osídlení pobřeží
Na jižním břehu leží město Ostaškov, mezi menší obce a osady patří Žar, Svetlica, Pačkovo, Zalučje, Neprije. Oblast jezera je zónou masivního oddychu a turistiky. Na přelomu 40. a 50. let na ostrově Gorodomlja byla základna, laboratoře a vědecká pracoviště raketové techniky.